# Jannik Johansen
Jannik Johansen (Danimarca, 1965) è un regista e sceneggiatore danese.

## Filmografia

### Regista

#### Cinema
- En stille død - cortometraggio (1997)
- Afsporet - cortometraggio (2000)
- Rembrandt (2002)
- Murk (2005)
- Hvid nat (2007)

#### Televisione
- De udvalgte – serie TV, 4 episodi (2001)
- Rejseholdet – serie TV, episodi 2x02-3x11-3x12 (2001-2002)
- Forsvar – serie TV, episodio 2x01 (2004)
- Ørnen: En krimi-odyssé – serie TV, episodi 1x03-1x04 (2004)
- Sommer – serie TV, episodio 2x03 (2008)
- Lulu & Leon – serie TV, episodi 1x01-1x02-1x08 (2009-2010)
- Borgen - Il potere (Borgen) – serie TV, episodi 2x01-2x02 (2011)
- Rita – serie TV, episodi 1x04-1x05-1x06 (2012)
- Dicte – serie TV, episodi 1x01-1x02 (2013)
- Bedrag – serie TV, 4 episodi (2016)
- The Team – serie TV, 4 episodi (2018)
- Ragnarok – serie TV, episodi 1x04-1x05-1x06 (2020)
- Sygeplejeskolen – serie TV, 6 episodi (2020-2021)
- Oxen – serie TV, 6 episodi (2023)